# ハイゲイト墓地

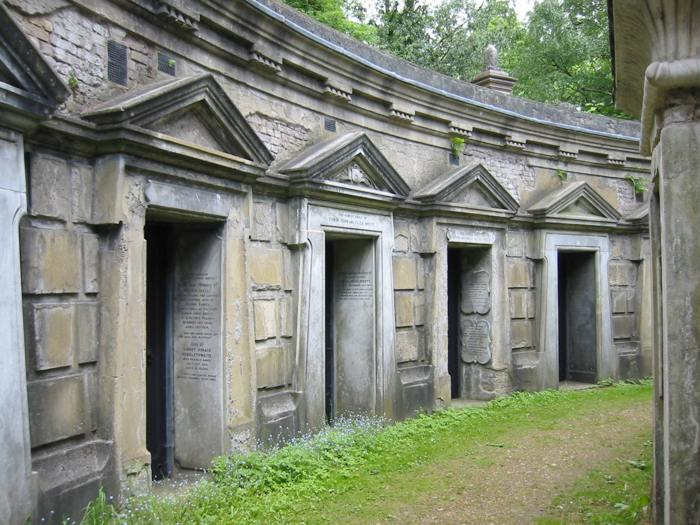
レバノン回廊　西区画

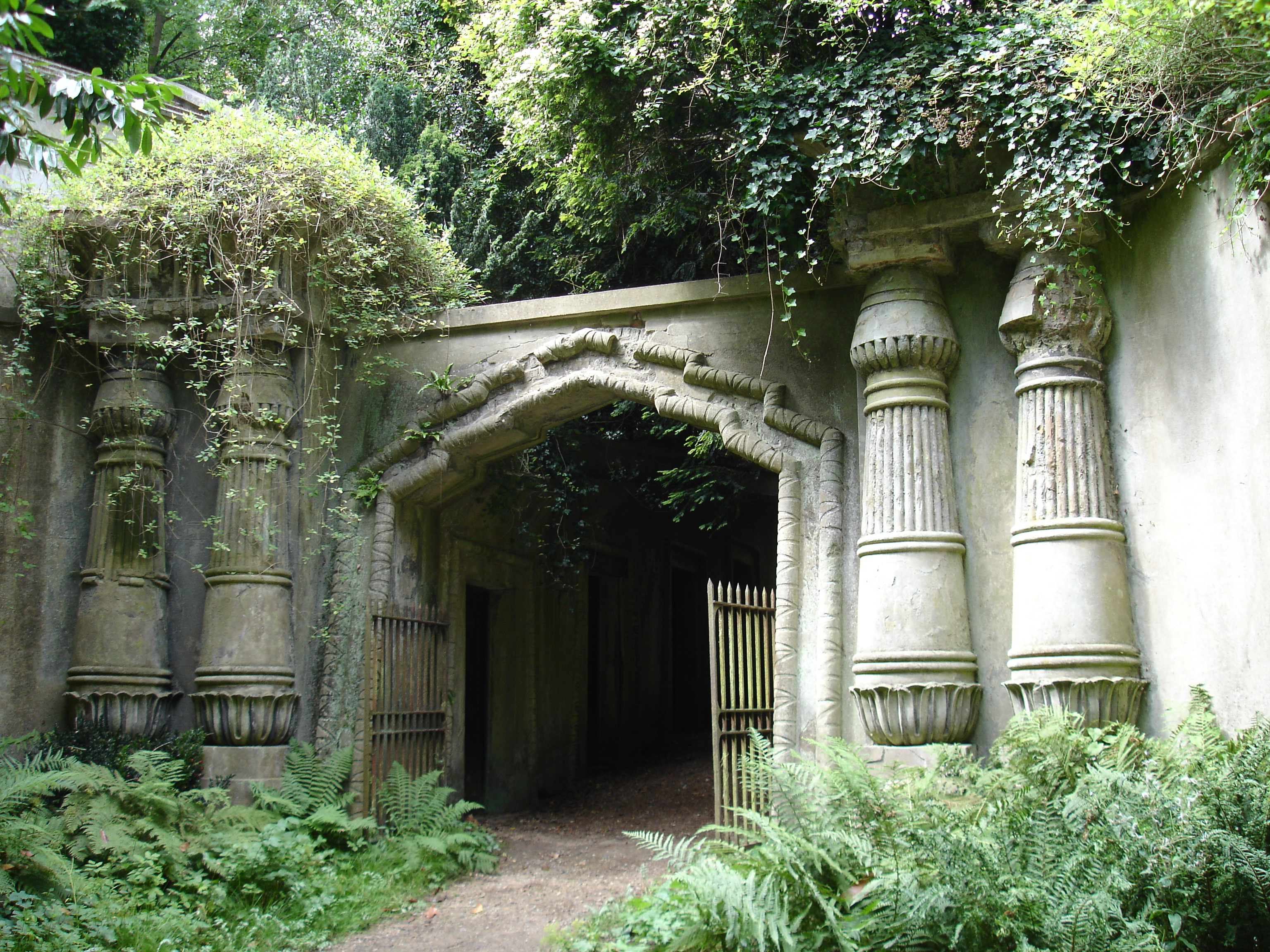
エジプト街入り口　西区画

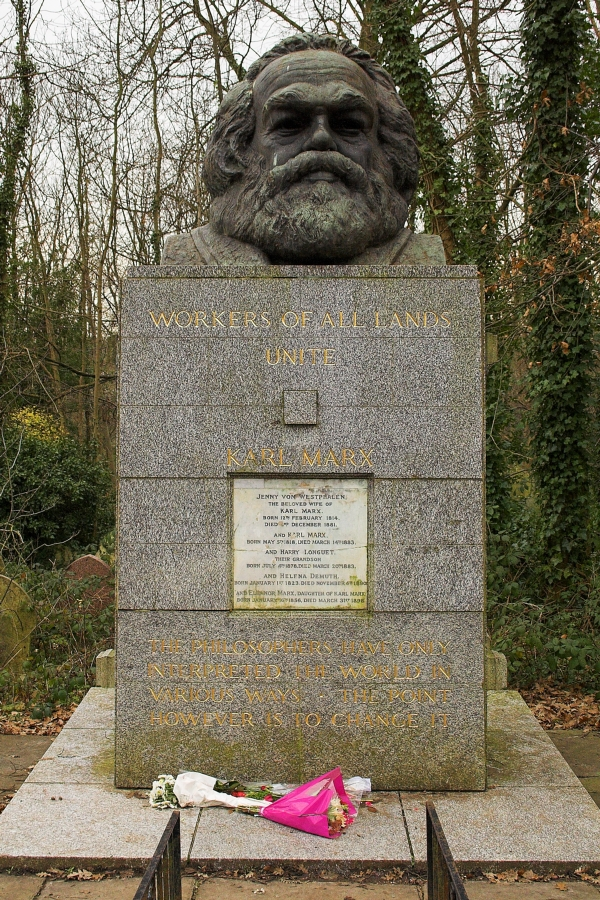
カール・マルクス 墓　東区画

ハイゲイト墓地（ハイゲイトぼち）はイギリスロンドンのハイゲートに位置する墓地である。

## 歴史と設定
もともとこの墓地の西区画はロンドン郊外にある現代式の大規模墓地（「華麗なる七つ」(en)として知られる）のひとつとして1839年に開設された。ロンドン市内の墓場のほとんどが教会付属の墓地であり、埋葬者をさばききれず、また衛生面での問題もあったため、死者に対して尊厳の無い仕打ちでもあった。当初の設計は、建築家、起業家のスティーブ・ゲアリイ(en)が行った。
ハイゲイトは他の現代式の墓地と同じく、埋葬地としての流行の最先端となり、畏敬され訪問者も多かった。死に対するヴィクトリア朝風の趣とその雰囲気のため、富裕階級のゴシック風墓碑と建造物が作られることになる。当墓地はハイゲイト丘の頂上やや下の美しい南斜面に位置し、ワーテルロー公園(en)に接している。どちらも以前はダートマス公園であった。
1865年に、東区画を作るためスワインス・レーンを挟んだ東側を買い取った。この部分は現在でも、西区画とともに荼毘に付すのに使われている。
墓所はほとんどが原生林で、灌木と野草が生い茂り、鳥やキツネなどが多く棲息している。エジプト街(the Egyptian Avenue)と、レバノン回廊(the Circle of Lebanon)はレバノン杉の大木に覆われているのが目玉であり、円蓋と小径が斜面に並ぶ。保護のために、多くのヴィクトリア朝風の廟や墓石、凝った墓のある旧区画は、案内付き団体のみの見学が可能である。ヴィクトリア朝風と現代風の墓の混在する新区画は自由に回ることができる。
カール・マルクスの墓、エジプト街、納骨堂は一級建築文化財として登録されている。
最寄りの公共輸送機関はアーチウェイ駅である。
ハイゲイト墓地は、ハイゲイト吸血鬼の住処としての超常現象の地としても知られている。
1970年1月18日、カール・マルクスの墓と胸像に何者かが爆弾を仕掛けて破壊する事件が発生した。胸像は鼻の部分が欠け、台座部分にはナチスのカギ十字の落書きが残されていた。胸像などは後に修復されている。

## 著名な埋葬者
最も名の知れた埋葬者は恐らく東区画のカール・マルクスである。それ以外にも歴史上著名な人々として、以下の人々が埋葬されている。
- ダグラス・アダムズ（『銀河ヒッチハイク・ガイド』シリーズなどの小説の著者）
- エドワード・ホッジス・ベイリー（彫刻家）
- ファルサード・バーゾフト（新聞記者で、サッダーム・フセインに処刑された）
- ジェイコブ・ブロノフスキー（科学者、テレビ番組「古代人」の作者）
- ロバート・シーザー・チルダース（東洋学者、作者）
- ジョン・シングレトン・コープリー（肖像画家）
- チャールズ・クラフト（クラフツ・ドッグショー創始者）
- ジョージ・エリオット（小説家）
- マイケル・ファラデー（科学者、物理学者）
- ポール・フット（新聞記者、政治評論家）
- ロバート・グラント（ヴィクトリア十字勲章受章軍人、警官）
- ウイリアム・フリース=グリーニー（活動写真創始者で、墓石はエドウィン・ラッチェンス作）
- ラドクリフ・ホール（『寂しさの泉』などの著者）
- マンスール・ヘクマト（共産主義指導者、イラン労働者共産党とイラク労働者共産党創始者）
- ジェームズ・ホルマン（19世紀の視覚障碍のある探検家。「盲目の旅人」の著者として知られる）
- アレクサンドル・リトビネンコ（ロシアの諜報員、寝返って評論家、ロンドンで毒殺された）
- チャールズ・ルーシー（画家）
- ラルフ・ミリバンド（左翼政治理論家、デイヴィッド・ミリバンドとエド・ミリバンドの父）
- ヘンリー・ムーア（1841-1893 海洋画家）
- ラルフ・リチャードソン卿（1923-1983 俳優）
- クラウディア・ジョーンズ - マルクスの左隣に埋葬されている。
- フランシス・ポリドリ（英語版）（ジョン・ポリドリの妹で、ダンテ・ゲイブリエル・ロセッティ、クリスティーナ・ロセッティ、ウィリアム・ミカエル・ロセッティ（英語版）の母）
- クリスティーナ・ロセッティ（詩人）
- ウィリアム・ミカエル・ロセッティ（英語版）（ラファエル前派の創始者のひとり）
- トム・セイヤーズ（ヴィクトリア朝の拳闘士）
- エリザベス・シダル（画家、詩人のダンテ・ゲイブリエル・ロセッティの妻、モデル）
- ドナルド・アレキサンダー・スミス男爵（カナダの鉄道の出資者、広報者）
- ハーバート・スペンサー（進化論学会創始者）
- フェリクス・トポルスキイ（印象派画家）
- アーサー・ウェイリー（翻訳家、東洋学者）
- マックス・ウオール（コメディアン、俳優）
- ジョージ・ウォンウェル（移動動物園創始者）
- ヘンリー・ウッド（小説家）
- トマス・マキノン・ウッド（政治家）
- アダム・ワース（犯罪者、「犯罪界のナポレオン」と呼ばれたことから[6]、シャーロック・ホームズ物語中で、「犯罪のナポレオン」と呼ばれるモリアーティ教授のモデルとされる）
- マルコム・マクラーレン （1946-2010）

## 小説に登場するハイゲイト墓地
- チャーリー・ヒグソン（英語版）の三番目の小説「若きボンド」の第一章は墓地でのイートン校の教授の誘拐である
- ヘルベルト・スミスはボリス・スターリングの殺人偵察怪奇の視界の中で、墓所に投影される
- トレイシー・シュヴァリエの「墜ちた天使」は墓所付近の設定
- ハイゲイト墓地は「悪夢生物」のゲームの第五段階

## 媒体
BBC Oneの番組「en:The One Show」では2007年11月にハイゲイト墓地の紹介番組を放送した。

## 画像集

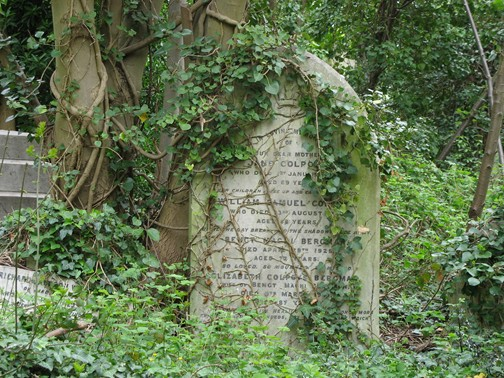
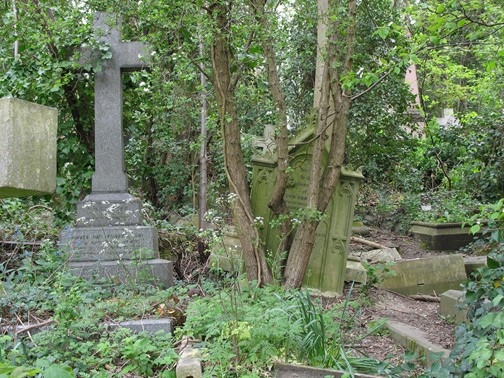
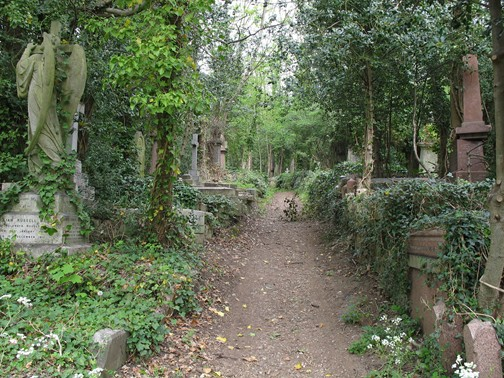
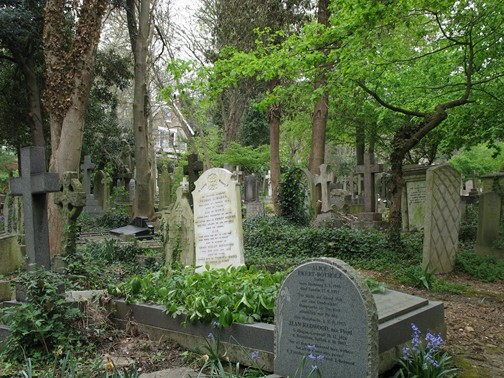
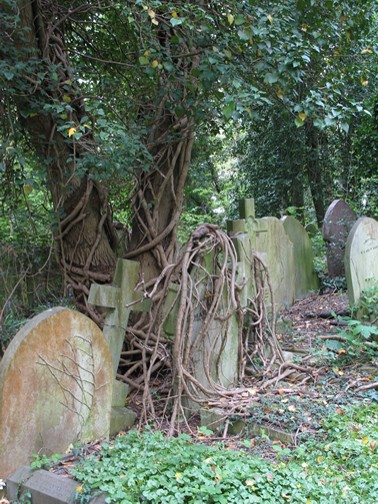
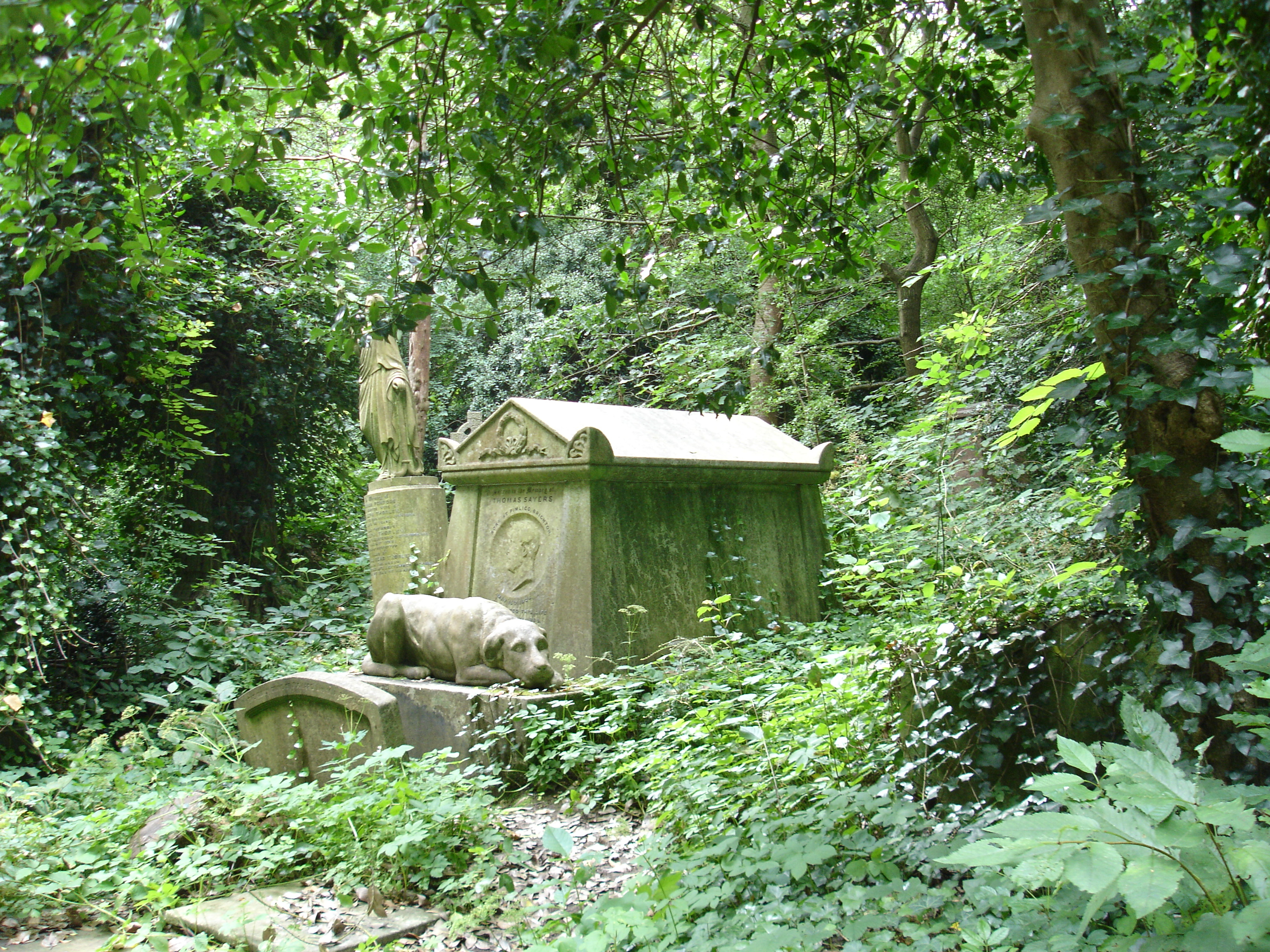